# ان۱کی

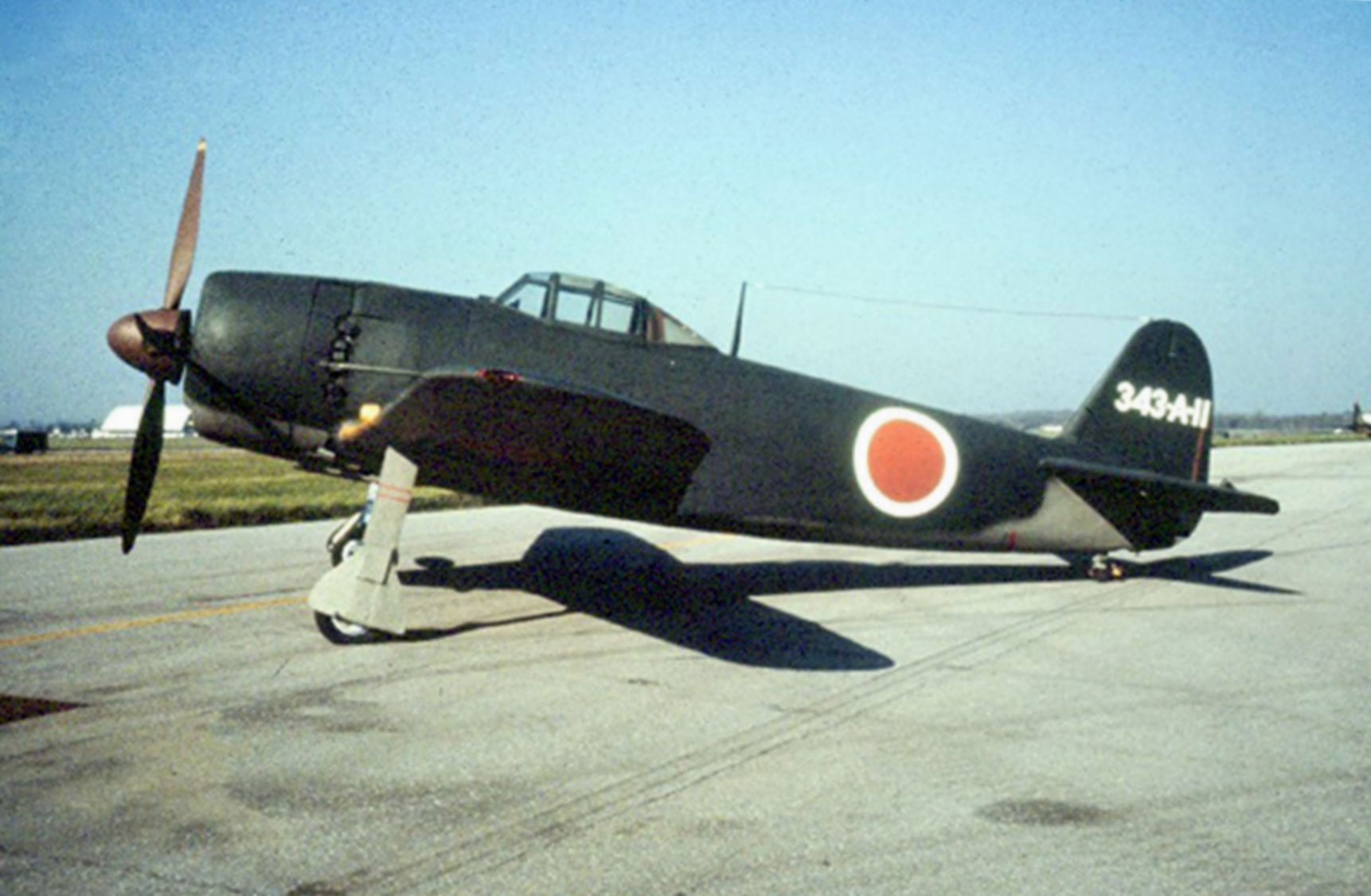
یک جنگنده ان۱کی

ان۱کی (به انگلیسی: Kawanishi N1K) یک جنگنده نیروی دریایی امپراتوری ژاپن بود که به دو شکل توسعه یافت.